# 平瀬橋 (松本市)
平瀬橋（ひらせばし）は、長野県松本市島内の奈良井川に架かる国道147号高家バイパスの橋長95.7 m（メートル）の斜張橋。

## 概要
奈良井川の最下流に架橋されている。本橋は車道は5車線あり、上り側が3車線となっている。
ケーブル5本による斜張橋で、主塔はA1橋台上にある片持ちの斜張橋である。他碇式であり、アンカーブロックを有する。
- 形式 - 鋼単径間2面吊り片持ち式斜張橋
- 活荷重 - B活荷重
- 橋長 - 95.700 m（中央線上）
  - 支間割 - 94.9 m
- 総幅員 - 25.800 m
  - 車道 - 18.000 m
  - 歩道 - 両側3.000 m
- 床版 - 鋼床版
- 総鋼重 - 1,528 t
- 施工 - 宮地鐵工所・松尾橋梁JV
- 架設工法 - トラッククレーン・ベント工法

奈良井川は島橋を境に下流側は大臣管理区間として国土交通省北陸地方整備局千曲川河川事務所が、上流側は指定区間として長野県が管理する。

## 歴史
安曇野市豊科下鳥羽 - 松本市島内を結ぶ国道147号高家バイパスは、延長4.2 km（キロメートル）で、国道147号の渋滞解消などを目的に1992年度（平成4年度）に事業化され、1994年度（平成6年度）に着工した。
平瀬橋は新島橋の仮称で建設が進められ、2000年（平成12年）12月26日に開通した。この時に開通したのは、梓川右岸のアルプス大橋東詰から島内の国道19号・国道254号交点（平瀬口交差点・高家バイパス終点・松本トンネル有料道路終点）の約600 mであった。
高家バイパスは2007年（平成19年）7月25日のアルプス大橋開通をもって全通した。